# Tetronychoteuthis
Tetronychoteuthis is een geslacht van inktvissen uit de familie van de Pholidoteuthidae.

## Soort
- Tetronychoteuthis dussumieri (D'Orbigny, 1839-1842 in Férussac and D'Orbigny, 1834-1848)